# Carlos Morimoto
Carlos Eduardo Morimoto es el creador de la distribución Linux brasilleña conocida como Kurumin, que está basada en Knoppix. Él es el autor de cientos de libros relacionados al hardware y al software, especialmente a Linux, todos ellos publicados en Brasil, el cual es su país de origen. Además vende libros y CD de Linux, más bien, de la distribución creada por él. La mayor parte de su trabajo es de contenido libre.